# Hymenolepididae
Famille
Les Hymenolepididae sont une famille de vers plats cyclophyllidiens de l'ordre des Cyclophyllidea. Les Hymenolepididae sont responsables de tæniasis chez l'Homme.

## Liste des genres
Selon World Register of Marine Species (6 novembre 2023), la famille des Hymenolepididae contient les genres suivants : 
- Aploparaksis Clerc, 1903
- Armadoskrjabinia Spasski & Spasskaya, 1954
- Branchiopodataenia Bondarenko & Kontrimavichus, 2004
- Cloacotaenia Wolffhügel, 1938
- Colymbilepis Spasskaya, 1966
- Confluaria Ablasov, 1953
- Dicranotaenia Railliet, 1892
- Dildotaenia Dronen, Schmidt, Allison & Mellen, 1988
- Diorchis Clerc, 1903
- Diploposthe Jacobi, 1896
- Drepanidotaenia Railliet, 1892
- Dubininolepis Spasskii & Spasskaya, 1954
- Echinocotyle Blanchard, 1891
- Echinorhynchotaenia Fuhrmann, 1909
- Fimbriaria Froelich, 1802
- Fimbriarioides Fuhrmann, 1932
- Flamingolepis Spasskii & Spasskaya, 1952
- Hymenolepis Weinland, 1858
- Microsomacanthus Lopez-Neyra, 1942
- Nadejdolepis Spasskii & Spasskaya, 1954
- Oligorchis Fuhrmann, 1909
- Passerilepis Spasski & Spasskaya, 1954
- Retinometra Spasski, 1955
- Sobolevicanthus Spasskii & Spasskaya, 1954
- Variolepis Spasskii & Spasskaya, 1954
- Wardium Mayhew, 1925

### Synonymes[1]
- genre Fuhrmanniella Shen, 1932 : synonyme du genre Echinocotyle Blanchard, 1891

### Selonla classification de Hallan
- Diploposthinae Poche, 1926
  - Diplogynia Baer, 1925
  - Diploposthe Jacobi, 1896
  - Jardugia Southwell & Hilmy, 1929
  - Monogynolepis Czaplinski & Vaucher in Khalil, Jones & Bray, 1994
- Echinorhynchotaeniinae Mola, 1929
  - Armadoskrjabinia Spassky & Spasskaya, 1954
  - Echinorhynchotaenia Fuhrmann, 1909
  - Neoechinorhynchotaenia Bilqees, Khatoon & Haseeb, 2004
  - Sternolepis Dixit & Capoor, 1988
- Fimbriariinae Wolffhügel, 1899
  - Fimbriaria Fröhlich, 1802
  - Fimbriariella Wolffhügel, 1936
  - Fimbriarioides Fuhrmann, 1932
  - Profimbriaria Wolffhügel, 1936
- Sous-famille incertae sedis
  - Chitinolepis Baylis, 1926
  - Coronacanthus Spassky, 1954
  - Cryptocotylepis Skrjabin & Matevosyan, 1948
  - Diorchilepis Lykova, Gulyaev, Melnikova & Karpenko, 2006
  - Ditestolepis Søltys, 1952
  - Echinoproboscilepis Sadovskaya, 1954
  - Gvosdevilepis Spassky, 1953
  - Hilmylepis Skrjabin & Matevosyan, 1942
  - Hunkelepis Vaucher in Khalil, Jones & Bray, 1994
  - Hymenandrya Smith, 1954
  - Lineolepis Spassky, 1959
  - Lockerrauschia Yamaguti, 1959
  - Lophurolepis Spassky, 1973
  - Mathevolepis Spassky, 1948
  - Milina van Beneden, 1873
  - Neoskrjabinolepis Spassky, 1947
  - Paraoligorchis Wason & Johnson, 1977
  - Pentorchis Meggitt, 1927
  - Protogynella Jones, 1943
  - Pseudandrya Fuhrmann, 1943
  - Pseudanoplocephala Baylis, 1927
  - Pseudhymenolepis Joyeux & Baer, 1935
  - Pseudobotrialepis Schaldybin, 1957
  - Pseudodiorchis Skrjabin & Matevosyan, 1948
  - Pseudoligorchis Johri, 1934
  - Rodentolepis Spassky, 1954
  - Skrjabinacanthus Spassky & Morosov, 1959
  - Soricinia Spassky & Spasskaya, 1954
  - Spasskylepis Shaldybin, 1964
  - Staphylocystis Villot, 1877
  - Staphylocystoides Yamaguti, 1959
  - Triodontolepis Yamaguti, 1959
  - Urocystis Villot, 1880
  - Vampirolepidoides Yamaguti, 1959
  - Vampirolepis Spassky, 1954
  - Vigisolepis Matevosyan, 1945
  - Vogelepis Vaucher in Khalil, Jones & Bray, 1994
- Hymenolepidinae Ransom, 1909
  - Allohymenolepis Yamaguti, 1956
  - Anatinella Spassky & Spasskaya, 1954
  - Aploparaksis Clerc, 1903
  - Arostrilepis Mas-Coma & Tenora, 1997
  - Biglandatrium Spasskaya, 1961
  - Blarinolepis Tkach & Kornyushin, 1997
  - Brachylepis Karpenko & Gulyaev, 1999
  - Branchiopodataenia Bondarenko & Kontrimavichus, 2004
  - Calixolepis Macko & Hanzelova, 1997
  - Chimaerolepis Spassky & Spasskaya, 1972
  - Cladogynia Baer, 1938
  - Confluaria Ablasov, 1953
  - Debloria Spassky, 1975
  - Dicranotaenia Railliet, 1892
  - Diorchis Clerc, 1903
  - Dollfusilepis Vasileva, Georgiev & Genov, 1998
  - Drepanidotaenia Railliet, 1892
  - Echinocotyle Blanchard, 1891
  - Echinolepis Spassky & Spasskaya, 1954
  - Enclosaria Spassky, 2004
  - Fimbriasacculus Alexander & McLaughlin, 1996
  - Fuhrmanacanthus Spassky, 1966
  - Gastrotaenia Wolffhügel, 1938
  - Geraldolepis Czaplinski & Vaucher in Khalil, Jones & Bray, 1994
  - Gopalia Dixit, Capoor & Rengaragu, 1980
  - Hamatolepis Spassky, 1962
  - Helicoductus Deblock & Canaris, 2001
  - Hispaniolepis López-Neyra, 1942
  - Hymenolepis Weinland, 1858
  - Karpenkolepis Gulyaev & Kornienko, 1998
  - Karpenolepis Spassky, 1995
  - Longirostrum Malhotra & Nanda, 1986
  - Mackoja Kornyushin, 1983
  - Mackolepis Spassky, 1962
  - Matiaraensis Dixit & Capoor, 1986
  - Mesoechinophallus Kuchta, Scholz & Bray, 2008
  - Microsomacanthus López-Neyra, 1942
  - Monorcholepis Oshmarin, 1961
  - Monotestilepis Gvozdev, Maksimova & Kornyushin, 1971
  - Moroshandia Spassky, 2005
  - Nadejdolepis Spassky & Spasskaya, 1954
  - Nematoparataenia Maplestone & Southwell, 1922
  - Neodiorchis Bilqees & Fatima, 1984
  - Neoligorchis Johri, 1960
  - Neomylepis Tkach, 1998
  - Oligorchis Fuhrmann, 1906
  - Ortleppolepis Spassky, 1965
  - Parabisaccanthes Maksimova, 1963
  - Paradicranotaenia López-Neyra, 1943
  - Parafimbriaria Voge & Read, 1954
  - Pierrolepis Spassky, 1995
  - Podicipitilepis Yamaguti, 1956
  - Polytestilepis Oshmarin, 1960
  - Potorolepis Spassky, 1993
  - Pseudorodentolepis Bilqees, Shaikh, Fatima & Ali, 2001
  - Relictolepis Gulyaev & Makarikov, 2007
  - Skrjabinoparaxis Krotov, 1949
  - Sobolevicanthus Spassky & Spasskaya, 1954
  - Thaumasiolepis Mariaux & Vaucher, 1989
  - Vaucherilepis Tkach, Vasileva & Genov, 2003
  - Vladilepis Spassky, 2005
  - Wardium Mayhew, 1925
  - Wardoides Spassky, 1963

### Synonymes pour la classification de Hallan
- Capiuterilepis Oschmarin, 1962, synonyme de Microsomacanthus
- Passerilepis Spasski & Spasskaya, 1954, synonyme de Microsomacanthus